# Imenska Gorca
Imenska Gorca je naselje v Občini Podčetrtek.